# كيرني (أريزونا)
كيرني (بالإنجليزية: Kearny, Arizona)‏ هي بلدة تقع في مقاطعة بينال، أريزونا بولاية أريزونا في الولايات المتحدة. تأسست عام 1959، تبلغ مساحتها 7.2 (كم²)، وترتفع عن سطح البحر 567 م، بلغ عدد سكانها 3104 نسمة في عام 2007 حسب إحصاء مكتب تعداد الولايات المتحدة وتصل الكثافة السكانية فيها 384 نسمة/كم2.

## التركيبة السكانية
حدّد مكتب تعداد الولايات المتحدة بيانات التركيبة السكانية لكيرني في تعداد الولايات المتحدة. في ما يلي، التركيبة السكانية حسب تعدادي 2000 و2010.

### تعداد عام 2000
بلغ عدد سكان كيرني 2,249 نسمة بحسب تعداد عام 2000، وبلغ عدد الأسر 791 أسرة وعدد العائلات 616 عائلة مقيمة في البلدة. في حين سجلت الكثافة السكانية 317.2 نسمة لكل كيلومتر مربع (821.5/ميل2). وبلغ عدد الوحدات السكنية 873 وحدة بمتوسط كثافة قدره 123.1 لكل كيلومتر مربع (318.8/ميل2).
وتوزع التركيب العرقي للبلدة بنسبة 77.28% من البيض و0.27% من الأمريكيين الأفارقة و0.84% من الأمريكيين الأصليين و0.09% من الأمريكيين ذوي الأصول الآسيوية و18.36% من الأعراق الأخرى و3.16% من عرقين مختلطين أو أكثر و38.42% من الهسبانيون أو اللاتينيون من أي عرق.
بلغ عدد الأسر 791 أسرة كانت نسبة 40.8% منها لديها أطفال تحت سن الثامنة عشر تعيش معهم، وبلغت نسبة الأزواج القاطنين مع بعضهم البعض 65% من أصل المجموع الكلي للأسر، ونسبة 9.2% من الأسر كان لديها معيلات من الإناث دون وجود شريك،  بينما كانت نسبة 3.7% من الأسر لديها معيلون من الذكور دون وجود شريكة وكانت نسبة 22.1% من غير العائلات. تألفت نسبة 19.1% من أصل جميع الأسر من عدة أفراد يعيشون في نفس المنزل ونسبة 10.6% كانت تتألف من شخص يعيش بمفرده يبلغ من العمر 65 عاماً أو أكثر. وبلغ متوسط حجم الأسرة المعيشية 2.84، أما متوسط حجم العائلات فبلغ 3.25.
بلغ العمر الوسطي للسكان 36.9 عاماً. وكانت نسبة 29.9% من القاطنين تحت سن الثامنة عشر، وكانت نسبة 7.6% بين الثامنة عشر والرابعة والعشرين عاماً، ونسبة 21.7% كانت واقعةً في الفئة العمرية ما بين الخامسة والعشرين والرابعة والأربعين عاماً، ونسبة 26.7% كانت ما بين الخامسة والأربعين والرابعة والستين، ونسبة 14.1% كانت ضمن فئة الخامسة والستين عاماً فما فوق. يوجد لكل 100 أنثى 96.8 ذكر، ويوجد لكل 100 أنثى في الثامنة عشر من عمرها فما فوق 89.5 ذكر.
بلغ متوسط دخل الأسرة في البلدة 39,906 دولارًا، أما متوسط دخل العائلة فبلغ 42,313 دولارًا. وكان متوسط دخل الذكور 40,056 دولارًا مقابل 23,684 دولارًا للإناث. وسجل دخل الفرد الخاص بالبلدة 16,797 دولارًا. وكانت نسبة 12.1% من العائلات ونسبة 13.2% من السكان تحت خط الفقر، وكان من هؤلاء نسبة 16.5% تحت سن الثامنة عشر ونسبة 19.9% في الخامسة والستين من العمر وما فوق.

### تعداد عام 2010
بلغ عدد سكان كيرني 1,950 نسمة بحسب تعداد عام 2010، وبلغ عدد الأسر 756 أسرة وعدد العائلات 534 عائلة مقيمة في البلدة. في حين سجلت الكثافة السكانية 275 نسمة لكل كيلومتر مربع (712.2/ميل2). وبلغ عدد الوحدات السكنية 878 وحدة بمتوسط كثافة قدره 123.8 لكل كيلومتر مربع (320.6/ميل2).
وتوزع التركيب العرقي للبلدة بنسبة 83.23% من البيض و0.46% من الأمريكيين الأفارقة و0.77% من الأمريكيين الأصليين و0.41% من الأمريكيين ذوي الأصول الآسيوية و0.05% من سكان جزر المحيط الهادئ و11.64% من الأعراق الأخرى و3.44% من عرقين مختلطين أو أكثر و41.59% من الهسبانيون أو اللاتينيون من أي عرق.
بلغ عدد الأسر 756 أسرة كانت نسبة 31.6% منها لديها أطفال تحت سن الثامنة عشر تعيش معهم، وبلغت نسبة الأزواج القاطنين مع بعضهم البعض 53% من أصل المجموع الكلي للأسر، ونسبة 12.7% من الأسر كان لديها معيلات من الإناث دون وجود شريك،  بينما كانت نسبة 4.9% من الأسر لديها معيلون من الذكور دون وجود شريكة وكانت نسبة 29.4% من غير العائلات. تألفت نسبة 26.1% من أصل جميع الأسر من عدة أفراد يعيشون في نفس المنزل ونسبة 13.6% كانت تتألف من شخص يعيش بمفرده يبلغ من العمر 65 عاماً أو أكثر. وبلغ متوسط حجم الأسرة المعيشية 2.58، أما متوسط حجم العائلات فبلغ 3.09.
بلغ العمر الوسطي للسكان 41.8 عاماً. وكانت نسبة 26% من القاطنين تحت سن الثامنة عشر، وكانت نسبة 6.7% بين الثامنة عشر والرابعة والعشرين عاماً، ونسبة 19.5% كانت واقعةً في الفئة العمرية ما بين الخامسة والعشرين والرابعة والأربعين عاماً، ونسبة 28.1% كانت ما بين الخامسة والأربعين والرابعة والستين، ونسبة 19.7% كانت ضمن فئة الخامسة والستين عاماً فما فوق. وتوزع التركيب الجنسي للسكان بنسبة 49.3% ذكور و50.7% إناث.

## وصلات خارجية
- http://www.townofkearny.com/
- The US50 - Cities and Towns in Arizona State
- Arizona Cities and Towns, Facts, Map, Flag, Colleges, Government, and More